# Live at the Fillmore - February 1969
Live at the Fillmore - February 1969 è un album live dei Byrds, registrato il 7 e l'8 febbraio del 1969 e pubblicato il 22 febbraio del 2000.

## Tracce
1. Nashville West - 1:57 - (Gene Parsons/Clarence White)
2. You're Still on My Mind - 1:57 - (Luke McDaniel)
3. Pretty Boy Floyd - 3:13 - (W. Guthrie)
4. Drug Store Truck Drivin' Man  - 2:28 - (Roger McGuinn/Gene Parsons)
5. Medeley: Turn, Turn, Turn! (To Everything There Is A Season)/ Mr. Tambourine Man / Eight Miles High - 9:47 - (Pete Seeger: Adapt. and Music-Lyrics: Book Of Ecclesiastes) / (Bob Dylan) / (Gene Clark/Roger McGuinn/David Crosby)
6. Close Up the Honky Tonks - 2:59 - (Red Simpsons)
7. Buckaroo - 2:02 - (Bob Morris)
8. The Christian Life - 2:10 - (Ira Louvin/Charlie Louvin)
9. Time Between - 2:09 - (Chris Hillman)
10. King Apathy III - 3:14 - (Roger McGuinn)
11. Bad Night at the Whiskey - 3:50 - (Roger McGuinn/J. Richards)
12. This Wheel's on Fire - 4:17 - (Bob Dylan/Rick Danko)
13. Sing Me Back Home - 3:08 - (Merle Haggard)
14. So You Want to Be a Rock 'N' Roll Star - 2:36 - (Roger McGuinn/Chris Hillman)
15. He Was a Friend of Mine - 2:32 - (Trad./Roger Mcguinn: Addtl. Lyrics)
16. Chimes of Freedom - 3:23 - (Bob Dylan)